# Alessandra Gasparelli
Alessandra Gasparelli (* 3. September 2004 in Borgo Maggiore) ist eine Leichtathletin aus San Marino, die sich auf den Sprint spezialisiert hat. Aktuell ist sie Inhaberin der Landesrekorde über 100 und 200 Meter sowie über 100 m Hürden.

## Sportliche Laufbahn
Erste internationale Erfahrungen sammelte Alessandra Gasparelli im Jahr 2021, als sie bei den U20-Europameisterschaften in Tallinn mit 12,43 s in der ersten Runde im 100-Meter-Lauf ausschied. Im Jahr darauf belegte sie bei den U20-Balkan-Hallenmeisterschaften in Belgrad in 7,54 s den vierten Platz im 60-Meter-Lauf und anschließend schied sie bei den Balkan-Hallenmeisterschaften in Istanbul mit 7,57 s im Vorlauf aus. Im Juli kam sie bei den Mittelmeerspielen in Algier mit 11,96 s und 24,93 s jeweils nicht über den Vorlauf über 100 und 200 Meter hinaus und anschließend schied sie bei den U20-Weltmeisterschaften in Cali mit 12,27 s in der ersten Runde über 100 Meter aus. 2023 gelangte sie bei den U23-Mittelmeer-Hallenmeisterschaften in Valencia mit 7,53 s auf den fünften Platz über 60 Meter und anschließend schied sie bei den Halleneuropameisterschaften in Istanbul mit 7,63 s im Vorlauf aus. Ende Mai gewann sie bei den Spielen der kleinen Staaten von Europa (GSSE) in Marsa in 11,47 s die Bronzemedaille über 100 Meter hinter der Luxemburgerin Patrizia van der Weken und Olivia Fotopoulou aus Zypern. Zudem belegte sie in 24,44 s den fünften Platz im 200-Meter-Lauf und gewann mit der 4-mal-100-Meter-Staffel in 48,45 s die Bronzemedaille hinter den Teams aus Malta und Zypern. Anschließend wurde sie bei der 3. Liga der Team-Europameisterschaft im Rahmen der Europaspiele in Chorzów in 11,65 s Zweite über 100 Meter und gelangte über 200 Meter mit 24,30 s auf Rang drei. Zudem wurde sie mit der Staffel disqualifiziert. Im August schied sie dann bei den U20-Europameisterschaften in Jerusalem mit 11,68 s in der ersten Runde über 100 Meter aus. Im Jahr darauf belegte sie bei den Balkan-Hallenmeisterschaften in Istanbul in 7,48 s den siebten Platz über 60 Meter und kurz darauf schied sie bei den Hallenweltmeisterschaften in Glasgow mit 7,45 s in der ersten Runde aus. Im Mai siegte sie in windunterstützten 11,42 s über 100 Meter bei den U23-Mittelmeer-Meisterschaften in Ismailia. Nur wenige Tage darauf belegte sie bei den Balkan-Meisterschaften in Izmir in 11,60 s den siebten Platz über 100 Meter und gelangte über 200 Meter mit 24,76 s auf Rang 13. Kurz darauf schied sie bei den Europameisterschaften in Rom mit 11,60 s in der ersten Runde über 100 Meter aus. Im August schied sie bei den Olympischen Sommerspielen in Paris mit neuem Landesrekord von 11,54 s im Vorlauf aus.
2025 belegte sie bei den Balkan-Hallenmeisterschaften in Belgrad in 7,48 s den siebten Platz über 60 Meter. Im Mai gewann sie bei den GSSE in Andorra la Vella in 11,73 s die Silbermedaille über 100 Meter hinter Olivia Fotopoulou aus Zypern, wie auch über 200 Meter in 24,22 s. Zudem gelangte sie mit der 4-mal-100-Meter-Staffel mit 47,57 s auf Rang sechs. Anschließend entschied sie bei der 3. Liga der Team-Europameisterschaft in Maribor das A-Finale über 100 Meter in 11,50 s für sich und wurde über 200 Meter in 23,84 s Dritte hinter der Isländerin Eir Hlésdóttir und Lamiyə Vəliyeva aus Aserbaidschan. Zudem gelangte sie im Staffelbewerb mit 47,81 s auf Rang sechs. Im Juli schied sie bei den U23-Europameisterschaften in Bergen mit 11,82 s in der ersten Runde über 100 Meter aus sowie mit 24,54 s auch über 200 Meter.
2024 wurde Gasparelli Landesmeisterin im 60-Meter-Lauf in der Halle.

## Persönliche Bestleistungen
- 100 Meter: 11,50 s (+0,1 m/s), 24. Juni 2025 in Maribor (Landesrekord)
  - 60 Meter (Halle): 7,37 s, 20. Januar 2024 in Ancona (Landesrekord)
- 200 Meter: 23,65 s (+1,0 m/s), 5. Mai 2024 in Modena (Landesrekord)
  - 200 Meter (Halle): 24,68 s, 13. Januar 2024 in Padua (Landesrekord)
- 100 m Hürden: 14,59 s (+0,5 m/s), 15. Mai 2021 in Parma (Landesrekord)